# CompartilhaIgual

O ícone da Creative Commons para Compartilha-igual, uma variante do símbolo de copyleft

CompartilhaIgual (em inglês, share-alike) é um termo em direitos autorais utilizado originalmente pelo projeto Creative Commons para descrever obras ou licenças que exigem que cópias ou adaptações do trabalho sejam lançadas sob a mesma licença ou uma licença semelhante à original. Licenças copyleft são licenças de conteúdo livre ou software livre com uma condição compartilha-igual.
Duas licenças Creative Commons atualmente suportam a condição compartilha-igual: Creative Commons Atribuição-CompartilhaIgual (uma licença de copyleft e conteúdo livre) e Creative Commons Atribuição-NãoComercial-CompartilhaIgual (uma licença proprietária).
O termo também tem sido usado  fora das leis de direitos autorais, num contexto similar de "condições aceitáveis", relacionado por exemplo, no campo da Economia, ao licenciamento de patentes. Neste contexto a melhor tradução para o conceito de share-alike seria propagação condicionada, tendo em vista que o termo propagação é mais preciso quanto à distribuição e/ou adaptação da obra.

## Copyleft
Licenças  copyleft ou libre compartilha-igual são a maior subcategoria de licenças compartilha-igual. Elas incluem tanto licenças de conteúdo livre como a Creative Commons Atribuição-CompartilhaIgual e licenças de software livre como a GNU General Public License. Estas licenças têm sido descritas pejorativamente como licenças virais, uma vez que a inclusão de um material copyleft em um trabalho maior normalmente exige que todo o trabalho se torne copyleft. O termo licença recíproca também tem sido utilizado para descrever o copyleft, mas também tem sido utilizado para licenças não-libres (por exemplo, a Microsoft Limited Reciprocal License).
Por outro lado, licenças de conteúdo e software livre sem a exigência de compartilhamento são descritas como licenças permissivas.

## Creative Commons
Como todas as seis licenças na Creative Commons atual, CC Atribuição-CompartilhaIgual e CC Atribuição-NãoComercial-CompartilhaIgual requerem atribuição. De acordo com a Creative Commons, a vantagem desta licença é que futuros usuários não serão capazes de adicionar novas restrições a uma derivação do seu trabalho; seus derivados devem ser licenciados da mesma maneira.
As versões 3.0 e 4.0 das licenças CompartilhaIgual incluem uma cláusula de compatibilidade, permitindo que a Creative Commons declare outras licenças como compatíveis e, portanto, trabalhos derivados podem usá-las em vez de a licença do trabalho original.

## Histórico de versão
Ao longo dos anos, a Creative Commons tem emitido 5 versões de licenças BY-SA-NC-SA (1.0, 2.0, 2.5, 3.0 e 4.0).
- Atribuição-CompartilhaIgual Versão 1.0 Genérica[7] e Atribuição-NãoComercial-CompartilhaIgual Versão 1.0 Genérica[8] – Lançadas em dezembro de 2002
- Atribuição-CompartilhaIgual Versão 2.0 Genérica[9] e Atribuição-NãoComercial-CompartilhaIgual Versão 2.0 Genérica[10] – Lançadas em maio de 2004
- Atribuição-CompartilhaIgual 2.5 Genérica[11] e Atribuição-NãoComercial-CompartilhaIgual 2.5 Genérica[12] – Lançadas em junho de 2005
- Atribuição-CompartilhaIgual Versão 3.0 Unported[13] e Atribuição-NãoComercial-CompartilhaIgual Versão 3.0 Unported[14] – Lançadas em março de 2007
- Atribuição-CompartilhaIgual Versão 4.0 Internacional[15] e Atribuição-NãoComercial-CompartilhaIgual Versão 4.0 Internacional[16] – Lançadas em novembro de 2013

## Adoção
Em junho de 2009, o conselho dos diretores da comunidade da Wikipédia e da Wikimedia Foundation aprovou a adoção da licença Creative Commons-Atribuição-CompartilhaIgual (CC BY-SA) como a principal licença de conteúdo para a Wikipédia e outros sites Wikimedia. A Creative Commons elogiou essa decisão como uma vitória para a cultura livre, bem como de liderança visionária.